# Dad bod

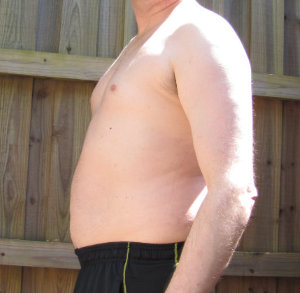
Приклад «татового тіла»

«Dad bod» (скорочено від «dad body», «татове тіло») — зневажливий сленговий термін, на позначення форми тіла, характерної переважно для чоловіків середнього віку. 
Фраза була прийнята в американській культурі для опису статури людини, яка колись була спортивною, але з віком накопичила помітну кількість жиру навколо талії, що призвело до того, що він має «пивний живіт». Незвично використовувати цю фразу, щоб описати людину, яка загалом не має фізичної форми, оскільки руки, ноги та груди людини з «татовим тілом» зазвичай все ще в хорошій формі.

## Історія
В епізоді Mystery Science Theatre 3000 1994 року, що розповідає про «Колоса та мисливців за головами», використовувалася подібна фраза «це асортимент татових тіл».
Студентка Університету Клемсона Маккензі Пірсон першою опублікувала цей термін у статті 2015 року під назвою «Why Girls Love the Dad Bod» на платформі краудсорсингових публікацій Odyssey, але не стверджувала, що винайшла його, і сказала, що чула його у багатьох різних соціальних колах. Вона регулярно публікувала есе у своєму обліковому записі Odyssey, і незабаром почала робити їх гумористичними. Після того, як її есе стало вірусним, його підхопили головні ЗМІ, зокрема MSN, New York Daily News, The Washington Post і Slate.